# Bustos (Bulacan)
Bustos é um município de  segunda classe de renda municipal (d) na província Bulacan, nas Filipinas. De acordo com o censo de 1 de maio  de  2020 possui uma população de 77 199 pessoas e 19 596 domicílios.